# Demba Ba
Demba Ba (ur. 25 maja 1985 w Sèvres) – senegalski piłkarz, który występował na pozycji napastnika.

## Życiorys

### Kariera klubowa
Od 2005 był zawodnikiem klubów: francuskiego FC Rouen, belgijskiego Excelsior Mouscron i niemieckiego TSG 1899 Hoffenheim. 
24 stycznia 2011 podpisał 3,5-letni kontrakt z londyńskim klubem West Ham United FC, kwota odstępnego 800 tys. euro. 1 lipca 2011 podpisał kontrakt z angielskim klubem Newcastle United, obowiązujący 3 lata; bez odstępnego. 4 stycznia 2013 podpisał kontrakt z londyńską Chelsea FC, kwota odstępnego 8,50 mln euro. Następnego dnia, w debiucie przeciwko Southampton F.C. w Pucharze Anglii, strzelił dwa gole, przyczyniając się do zwycięstwa 5:1 swojego nowego klubu. 8 kwietnia 2014 strzelił zwycięską bramkę w ostatnich minutach gry ćwierćfinału Ligi Mistrzów przeciwko Paris Saint-Germain F.C., dzięki której londyńczycy awansowali do półfinału tych rozgrywek.
18 lipca 2014 Demba Ba został nowym piłkarzem tureckiego klubu Beşiktaşu JK, kwota odstępnego 6,00 mln euro. 1 lipca 2015 związał się trzyletnim kontraktem z chińskim klubem Shanghai Greenland Shenhua, kwota odstępnego 13,00 mln euro; w 2017 wypożyczony został do Beşiktaş JK. 
31 stycznia 2018 podpisał kontrakt z tureckim klubem Göztepe SK, bez odstępnego. Następnie w latach 2018–2019 ponownie był zawodnikiem chińskiego klubu Shanghai Greenland Shenhua, bez odstępnego.
22 stycznia 2019 podpisał kontrakt z tureckim klubem İstanbul Başakşehir, umowa do 30 czerwca 2021; bez odstępnego.

### Kariera reprezentacyjna
W reprezentacji Senegalu zadebiutował 2 czerwca 2007 na stadionie Benjamin Mkapa National Stadium (Dar es Salaam, Tanzania) podczas eliminacji do Pucharu Narodów Afryki w meczu przeciwko reprezentacji Tanzanii. 

## Sukcesy

### Klubowe
TSG 1899 Hoffenheim
- Zdobywca drugiego miejsca w 2. Fußball-Bundesliga: 2007/2008

Chelsea FC
- Zwycięzca Ligi Europy UEFA: 2012/2013
- Zdobywca drugiego miejsca w Superpucharze Europy UEFA: 2013
- Zdobywca drugiego miejsca w International Champions Cup: 2013

Shanghai Greenland Shenhua
- Zdobywca drugiego miejsca w Pucharze Chin: 2015

İstanbul Başakşehir
- Zdobywca drugiego miejsca w Süper Lig: 2018/2019